# São Gonçalo (Funchal)
São Gonçalo ist eine portugiesische Gemeinde (Freguesia) im Kreis Funchal. In ihr leben 5806 Einwohner (Stand 19. April 2021).

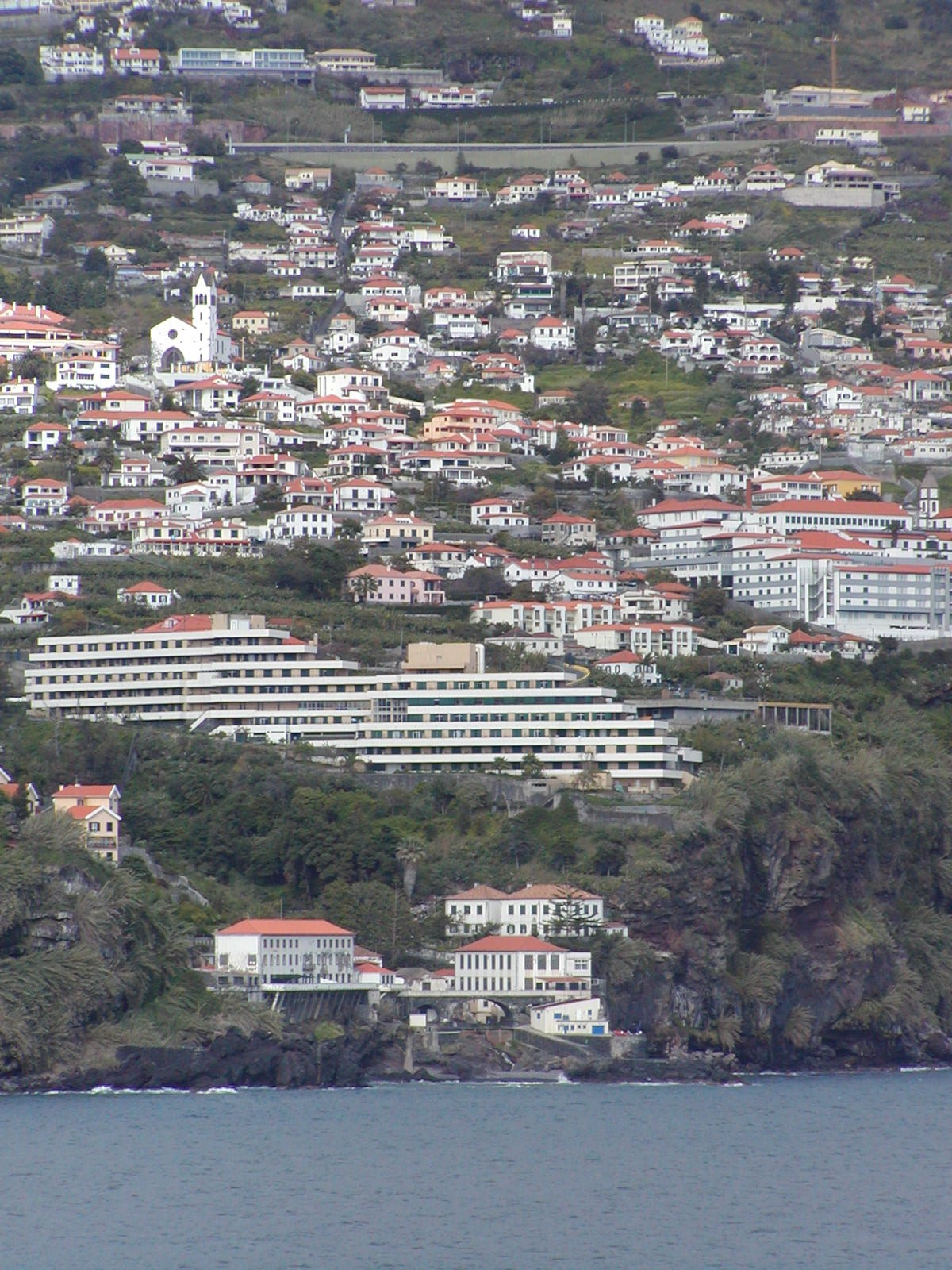
Blick auf São Gonçalo mit der Kirche Igreja de São Gonçalo

Es ist die östlichste Gemeinde innerhalb Funchals und grenzt im Westen an Santa Maria Maior, im Osten an den Kreis Santa Cruz und im Süden an den Atlantischen Ozean. 
In São Gonçalo befindet sich die Gartenanlage Palheiro Gardens, auch bekannt als Blandy's Gardens. 